# Hemerodromia xanthiocephala
Hemerodromia xanthiocephala är en tvåvingeart som beskrevs av Yang 1991. Hemerodromia xanthiocephala ingår i släktet Hemerodromia och familjen dansflugor. Inga underarter finns listade i Catalogue of Life.